# Зейдан, Джирджи
Джирджи Зейдан (Джурджи Зайдан, араб. جورجي زيدان‎; 14 февраля 1861, Бейрут — 21 августа 1914, Каир) — арабский (ливанский, затем египетский) писатель, публицист, учёный. Считается одним из основоположников идей панарабизма.

## Биография
Родился в христианской семье мелкого торговца.
В 1881—1882 годах учился в медицинском колледже в Бейруте.
В 1880-х годах эмигрировал в Египет.

## Творческая деятельность
В Египте в 1892 году основал журнал «Аль-Хиляль» («Полумесяц»).
Стал зачинателем жанра исторического романа в новой арабской литературе. Автор около 20-ти исторических романов, составивших «Серию повествований из истории ислама», действие которых происходит в VII—XIII веках, написал книгу «Трагедия Кербеле» в том числе «Гассанидка» (1896), «Сестра Харуна ар Рашида» (1906; русский перевод 1970). Ряд романов посвятил Египту XVIII—XIX веков, в том числе «Произвол мамелюков» (1893), и современным автору историческим событиям, в том числе «Османский переворот» (1911).
Книги написаны языком, близким к разговорному, благодаря чему они стали на Арабском Востоке очень популярны и были переведены на многие восточные и западные языки.
Как учёный известен работами «История мусульманской цивилизации» (1906), «История арабского языка» (1904), «История арабской литературы» (1914) и др.